# Hans Dorjee
Hans Pieter Hendrik Dorjee (Delft, 26 juli 1941 – aldaar, 25 juli 2002) was een Nederlands voetballer en voetbaltrainer.
Dorjee voetbalde vanaf 1951 voor de jeugd van DHC. Rond 1960 maakte hij zijn debuut in het eerste elftal van deze vereniging. Met Dorjee speelde DHC in 1962 in de finale van de KNVB beker, waarin het verloor van Sparta. In 1966 verruilde Dorjee DHC voor Xerxes. Beide ploegen zouden een jaar later echter fuseren. Xerxes/DHC '66 ging in 1968 failliet, waarna Dorjee bij Holland Sport tekende. Dorjee maakte de laatste treffer in het bestaan van deze Scheveningse club in 1971. In het seizoen 1972/73 speelde hij in zijn laatste jaar als profvoetballer bij Haarlem.
Reeds in zijn laatste jaren als voetballer was Dorjee tevens trainer. Vanaf 1971 was hij coach van de voormalige betaald voetbalvereniging Hermes DVS. Vanaf 1974 trainde hij achtereenvolgens Xerxes, De Graafschap, NAC, FC Vlaardingen '74, Excelsior, DS '79 en Vitesse. Vanaf 1987 was hij de assistent van hoofdcoach Guus Hiddink bij PSV. Na het vertrek van Hiddink in 1991 was Dorjee nog een jaar de assistent van Bobby Robson. In de zomer van 1991 tekende hij een contract voor twee jaar als coach van Feyenoord. Van september tot januari was hij echter uitgeschakeld na een bypassoperatie en werd het trainerschap waargenomen door Wim Jansen. Een maand na zijn terugkeer werd bekend dat Dorjee na afloop van het seizoen Feyenoord wilde verlaten.
Vanwege een interview in de Krant op Zondag waarin hij kritiek uitte op het bestuur en het werkklimaat, werd Dorjee op 18 maart 1992, direct na afloop van een Europese uitwedstrijd tegen Tottenham Hotspur, op non-actief gesteld. Hij was een jaar werkloos en tekende in maart 1993 een contract tot het einde van het lopende seizoen bij het Belgische AA Gent. Na opnieuw een jaar zonder werk, was Dorjee in het seizoen 1994/95 trainer van TOP Oss in de Eerste divisie. Het werd zijn laatste jaar als clubtrainer. In 1995 werd hij gecontracteerd door de Koninklijke Nederlandse Voetbalbond, waar hij de verantwoordelijkheid kreeg over het Olympisch elftal en Jong Oranje en de assistent werd van bondscoach Guus Hiddink. Na afloop van de interlandwedstrijd België-Nederland op 15 december 1996 werd Dorjee in zijn auto getroffen door een hartstilstand. Vanwege zijn hartproblemen besloot Dorjee in september 1998 definitief te stoppen met zijn werk. Op 25 juli 2002, één dag voor zijn 61e verjaardag, kreeg Dorjee tijdens een partijtje tennis opnieuw een hartaanval, die hem ditmaal fataal werd.

## Carrièrestatistieken
| Seizoen         | Club            | Land            | Competitie       | Competitie | Competitie | Beker | Beker | Internationaal | Internationaal | Overig | Overig | Totaal | Totaal |
| Seizoen         | Club            | Land            | Competitie       | Wed.       | Dlp.       | Wed.  | Dlp.  | Wed.           | Dlp.           | Wed.   | Dlp.   | Wed.   | Dlp.   |
| --------------- | --------------- | --------------- | ---------------- | ---------- | ---------- | ----- | ----- | -------------- | -------------- | ------ | ------ | ------ | ------ |
| 1960/61         | DHC             | Nederland       | Eerste divisie B | –          | –          | –     | 0     | 0              | 0              | 0      | 0      | –      | –      |
| 1961/62         | DHC             | Nederland       | Eerste divisie A | –          | –          | –     | 0     | 0              | 0              | 0      | 0      | –      | –      |
| 1962/63         | DHC             | Nederland       | Eerste divisie   | –          | –          | –     | 0     | 0              | 0              | 0      | 0      | –      | –      |
| 1963/64         | DHC             | Nederland       | Eerste divisie   | –          | –          | –     | 0     | 0              | 0              | 0      | 0      | –      | –      |
| 1964/65         | DHC             | Nederland       | Eerste divisie   | –          | –          | –     | 0     | 0              | 0              | 0      | 0      | –      | –      |
| 1965/66         | DHC             | Nederland       | Eerste divisie   | –          | –          | –     | 0     | 0              | 0              | 0      | 0      | –      | –      |
| 1966/67         | Xerxes          | Nederland       | Eredivisie       | –          | –          | –     | 0     | 0              | 0              | 0      | 0      | –      | –      |
| 1967/68         | Xerxes/DHC '66  | Nederland       | Eredivisie       | –          | –          | –     | 0     | 0              | 0              | 0      | 0      | –      | –      |
| 1968/69         | Holland Sport   | Nederland       | Eredivisie       | –          | –          | –     | 0     | 0              | 0              | 0      | 0      | –      | –      |
| 1969/70         | Holland Sport   | Nederland       | Eredivisie       | –          | –          | –     | 0     | 0              | 0              | 0      | 0      | –      | –      |
| 1970/71         | Holland Sport   | Nederland       | Eredivisie       | –          | –          | –     | 0     | 0              | 0              | 0      | 0      | –      | –      |
| 1971/72         | Haarlem         | Nederland       | Eerste divisie   | –          | –          | –     | 0     | 0              | 0              | 0      | 0      | –      | –      |
| 1972/73         | Haarlem         | Nederland       | Eredivisie       | –          | –          | –     | 0     | 0              | 0              | 0      | 0      | –      | –      |
| Carrière totaal | Carrière totaal | Carrière totaal | Carrière totaal  | –          | –          | –     | 0     | 0              | 0              | 0      | 0      | –      | –      |

## Erelijst
Haarlem
| Nationaal      |    |         |
| Eerste divisie | 1x | 1971/72 |

 DS '79
| Nationaal      |    |         |
| Eerste divisie | 1x | 1982/83 |